# Tonya Evinger
Tonya Evinger (Moses Lake, Washington; 4 de junio de 1981) es una artista marcial mixta estadounidense.

## Primeros años
Evinger jugó al fútbol americano y practicó lucha libre durante su estancia en el instituto de Odessa (Misuri). Continuó luchando y se licenció en el Missouri Valley College de la ciudad vecina de Marshall. Sus hermanos gemelos, Chris y Owen Evinger, más pequeños que Tonia, también son luchadores de MMA.

## Carrera de artes marciales mixtas

### Primeros años
Evinger se enfrentó a Jennifer Tate en el IFC: Warriors Challenge 21 el 3 de junio de 2006 y perdió por estrangulamiento en el segundo asalto. El combate fue el primer combate femenino sancionado por la Comisión Atlética del Estado de California. Se enfrentó a Brittany Pullen en el FFF 1: Asian Invasion el 17 de febrero de 2007. Ganó el combate por nocaut a los 16 segundos del primer asalto.
Más adelante, el 17 de marzo de 2007, en el X-1: Extreme Fighting 2, luchó contra Shonie Plagman, ganando el combate por nocaut a los 10 segundos del segundo asalto. Se enfrentó a Ginele Márquez en Tuff-N-Uff 2 el 14 de abril de 2007. Ganó el combate por estrangulamiento por la espalda en el tercer asalto. Evinger se enfrentó a Vanessa Porto en FFF 2: Girls Night Out el 14 de julio de 2007. Perdió el combate por sumisión con armadura en el primer asalto.

### EliteXC
Evinger debutó para Elite XC contra Gina Carano en EliteXC: Uprising el 15 de septiembre de 2007. Perdió el combate por una sumisión por estrangulamiento en el primer asalto.
Se enfrentó a Julie Kedzie en ShoXC: Elite Challenger Series el 25 de enero de 2007. Ganó el combate por estrangulamiento por detrás en el primer asalto.
Evinger se enfrentó a Alexis Davis en Raging Wolf 7: Mayhem In The Mist 3, el 8 de mayo de 2010, por el Campeonato Femenino de Peso Mosca de Raging Wolf.
Evinger se enfrentó a Adrienna Jenkins en un combate de contendientes número uno en Raging Wolf 8: Cage Supremacy el 17 de julio de 2010. Ganó el combate por TKO en el segundo asalto.
El 6 de noviembre de 2010, Evinger se enfrentó a Alexis Davis en Raging Wolf 10. Fue derrotada por sumisión debido a un estrangulamiento por detrás en el primer asalto.
Evinger se enfrentó a Sara McMann en Titan Fighting Championships 19 el 29 de julio de 2011 en Kansas City (Kansas). La pelea sirvió como el evento coprincipal. Evinger fue derrotada por decisión unánime.
El 23 de septiembre de 2011, Evinger intervino con poca antelación para enfrentarse a Anita Rodríguez en la XFL: Rumble on the River 5 en Tulsa (Oklahoma). Derrotó a Rodríguez por sumisión debido a un estrangulamiento por detrás en el primer asalto.
Evinger derrotó a Lacie Jackson por nocaut en el primer asalto en Fight Me MMA el 13 de abril de 2012.
El 10 de noviembre de 2012, Evinger hizo su debut en el peso mosca contra Carina Damm en Fight Hard MMA. Ella derrotó a Damm por decisión dividida.

### The Ultimate Fighter
En agosto de 2013, se anunció que Evinger era una de las luchadoras seleccionadas para estar en The Ultimate Fighter: Team Rousey vs. Team Tate. En el combate de eliminación para entrar en la casa TUF, Evinger se enfrentó a Raquel Pennington y perdió por sumisión de guillotina en el segundo asalto.

### Invicta Fighting Championships
El 7 de diciembre de 2013, Evinger se enfrentó a Sarah D'Alelio en Invicta FC 7: Honchak vs. Smith. Ganó la pelea por decisión unánime.
Después de cambiar de campamento a Houston, Texas, se unió al equipo Gracie Barra Champions y 4 oz Fight Club, entrenando su Boxeo y Kickboxing con Aaron Pena (GBC) y MMA con Jeremy Mahon. Evinger siguiente luchó Ediane Gomes en Invicta Fighting Championships 8 el 6 de septiembre de 2014. Ganó la pelea por sumisión en la primera ronda.
Evinger siguiente luchó Cindy Dandois en Invicta Fighting Championships 10 el 5 de diciembre de 2014. Ganó la pelea por sumisión en el segundo asalto, convirtiéndola en la principal candidata a luchar por el título vacante de peso gallo de Invicta FC.
Evinger luego luchó contra Irene Aldana por el título vacante de peso gallo de Invicta FC en Invicta Fighting Championships 13 el 9 de julio de 2015. Ella dominó la pelea de campana a campana, casi terminando la pelea temprano con una barra de brazo. Evinger pasaría a detener a Aldana en el cuarto asalto por TKO (golpes), reclamando el título de peso gallo de Invicta FC.
A continuación, Evinger se enfrentó a la invicta Pannie Kianzad. En un principio, el combate estaba previsto como una defensa del título, pero tanto Evinger como Kianzad no pudieron llegar al peso, por lo que ambas fueron multadas con un porcentaje de su bolsa y se convirtió en una pelea de cinco asaltos sin título. Evinger terminó despachando a Kianzad en el segundo asalto por TKO debido a los golpes.
Evinger luchó después contra Colleen Schneider en Invicta Fighting Championships 17 el 7 de mayo de 2016. Evinger defendió con éxito su título de peso gallo por decisión unánime. Tras la pelea, Evinger celebró su victoria besando en los labios a la entrevistadora Laura Sanko.
Evinger perdería su campeonato de peso gallo en una sorprendente derrota ante la novata rusa Yana Kunitskaya por sumisión de brazo en el primer asalto el 18 de noviembre de 2016. La derrota fue controvertida porque el árbitro le dijo que se moviera de una posición legal que podría haber conducido directamente a la sumisión. Evinger apeló su derrota y el 1 de diciembre de 2016 la derrota fue cambiada a un no contest, por lo que Evinger retuvo su título.
Evinger se enfrentó a Kunitskaya en una revancha en el evento principal de Invicta FC 22 el 25 de marzo de 2017. Ganó la pelea por sumisión en el segundo asalto para retener su título.

### Ultimate Fighting Championship
El 27 de junio de 2017, se anunció que Evinger había firmado con la UFC y estaba programada para enfrentarse a Cris Cyborg por el campeonato vacante de peso pluma femenino de la UFC en el UFC 214. Perdió la pelea por TKO en la tercera ronda.
Evinger tenía previsto enfrentarse a Marion Reneau en UFC Fight Night: Cowboy vs. Medeiros en Austin (Texas) el 18 de febrero de 2018. Sin embargo, el 9 de enero de 2018, se vio obligada a retirar la pelea, citando una lesión.
Evinger estaba programada para enfrentarse a Ketlen Vieira el 22 de septiembre de 2018 en UFC Fight Night 137. Sin embargo, el 7 de agosto de 2018, Vieira se retiró debido a una lesión en la rodilla. A su vez, Evinger fue retirada de la tarjeta y programada para enfrentarse a Aspen Ladd dos semanas más tarde en UFC 229. Perdió la pelea por TKO en la primera ronda.
Evinger se enfrentó a Lina Länsberg el 1 de junio de 2019 en UFC Fight Night 153. Perdió la pelea por decisión unánime y posteriormente fue liberada de la promoción.

## Récord en artes marciales mixtas
| Resultado     | Récord   | Oponente          | Método                      | Evento                                   | Fecha                    | Ronda | Tiempo | Localización  |
| ------------- | -------- | ----------------- | --------------------------- | ---------------------------------------- | ------------------------ | ----- | ------ | ------------- |
| Derrota       | 19–8 (1) | Lina Länsberg     | Decisión (unánime)          | UFC Fight Night: Gustafsson vs. Smith    | 1 de junio de 2019       | 3     | 5:00   | Estocolmo     |
| Derrota       | 19–7 (1) | Aspen Ladd        | TKO (golpes)                | UFC 229                                  | 6 de octubre de 2018     | 1     | 3:26   | Las Vegas     |
| Derrota       | 19–6 (1) | Cristiane Justino | TKO (rodillazos)            | UFC 214                                  | 29 de julio de 2017      | 3     | 1:56   | Anaheim       |
| Victoria      | 19–5 (1) | Yana Kunitskaya   | Sumisión (rear-naked choke) | Invicta FC 22: Evinger vs. Kunitskaya II | 25 de marzo de 2017      | 2     | 4:32   | Kansas City   |
| Sin resultado | 11–7 (1) | Yana Kunitskaya   | Sin resultado               | Invicta FC 20: Evinger vs. Kunitskaya    | 18 de noviembre de 2016  | 1     | 1:59   | Kansas City   |
| Victoria      | 18–5     | Colleen Schneider | Decisión (unánime)          | Invicta FC 17: Evinger vs. Schneider     | 7 de mayo de 2016        | 5     | 5:00   | Costa Mesa    |
| Victoria      | 17–5     | Pannie Kianzad    | TKO (golpes)                | Invicta FC 14: Evinger vs. Kianzad       | 12 de septiembre de 2015 | 2     | 3:34   | Kansas City   |
| Victoria      | 16–5     | Irene Aldana      | TKO (golpes)                | Invicta FC 13: Cyborg vs. Van Duin       | 9 de julio de 2015       | 4     | 4:38   | Las Vegas     |
| Victoria      | 15–5     | Cindy Dandois     | Sumisión (armbar)           | Invicta FC 10: Waterson vs. Tiburcio     | 5 de diciembre de 2014   | 2     | 1:23   | Houston       |
| Victoria      | 14–5     | Ediane Gomes      | Sumisión (armbar)           | Invicta FC 8: Waterson vs. Tamada        | 6 de septiembre de 2014  | 1     | 3:31   | Kansas City   |
| Victoria      | 13–5     | Sarah D'Alelio    | Decisión (unánime)          | Invicta FC 7: Honchak vs. Smith          | 7 de diciembre de 2013   | 3     | 5:00   | Kansas City   |
| Victoria      | 12–5     | Carina Damm       | Decisión (split)            | Fight Hard MMA                           | 10 de noviembre de 2010  | 3     | 5:00   | St. Charles   |
| Victoria      | 11–5     | Lacie Jackson     | KO (golpe)                  | Fight Me MMA                             | 13 de abril de 2012      | 1     | 1:47   | St. Charles   |
| Victoria      | 10–5     | Anita Rodriguez   | Sumisión (rear-naked choke) | XFL: Rumble on the River 5               | 23 de septiembre de 2011 | 1     | 1:57   | Tulsa         |
| Derrota       | 9–5      | Sara McMann       | Decisión (unánime)          | Titan FC 19                              | 29 de julio de 2011      | 3     | 5:00   | Kansas City   |
| Derrota       | 9–4      | Alexis Davis      | Sumisión (rear-naked choke) | RW 10: Mayhem in the Mist 5              | 6 de octubre de 2010     | 1     | 1:25   | Niagara Falls |
| Victoria      | 9–3      | Adrienna Jenkins  | TKO (golpes)                | RW 8: Cage Supremacy                     | 7 de julio de 2010       | 2     | 3:16   | Salamanca     |
| Derrota       | 8–3      | Alexis Davis      | Sumisión (rear-naked choke) | RW 7: Mayhem in the Mist 3               | 8 de mayo de 2010        | 3     | 1:47   | Niagara Falls |
| Victoria      | 8–2      | Sarah Schneider   | Decisión (unánime)          | True Fight Fans                          | 6 de junio de 2008       | 3     | 5:00   | Misuri        |
| Victoria      | 7–2      | Julie Kedzie      | Sumisión (rear-naked choke) | ShoXC: Elite Challenger Series           | 25 de enero de 2008      | 1     | 1:43   | Atlantic City |
| Victoria      | 6–2      | Katrine Alendal   | Sumisión (armbar)           | PFP: Ring of Fire                        | 9 de diciembre de 2007   | 1     | NA     | Manila        |
| Derrota       | 5–2      | Gina Carano       | Sumisión (rear-naked choke) | EliteXC: Uprising                        | 15 de septiembre de 2007 | 1     | 2:53   | Honolulu      |
| Derrota       | 5–1      | Vanessa Porto     | Sumisión (armbar)           | FFF 2: Girls Night Out                   | 14 de julio de 2007      | 1     | 2:14   | Compton       |
| Victoria      | 5–0      | Ginele Marquez    | Sumisión (rear-naked choke) | Tuff-N-Uff 2                             | 14 de abril de 2007      | 3     | 1:58   | Las Vegas     |
| Victoria      | 4–0      | Shonie Plagmann   | KO (golpe)                  | X-1: Extreme Fighting 2                  | 17 de marzo de 2007      | 2     | 0:10   | Honolulu      |
| Victoria      | 3–0      | Angela Hayes      | TKO (golpes)                | Kick Enterprises                         | 10 de marzo de 2007      | 1     | 1:02   | Fort Myers    |
| Victoria      | 2–0      | Brittany Pullen   | KO (golpe)                  | FFF 1: Asian Invasion                    | 17 de febrero de 2007    | 1     | 0:16   | Los Ángeles   |
| Victoria      | 1–0      | Brittany Pullen   | KO (golpes)                 | IFC: Warriors Challenge 21               | 3 de junio de 2006       | 2     | 1:56   | Tuolumne City |

## Enlaces personales
- Tonya Evinger en Facebook
- Tonya Evinger en Instagram
- Tonya Evinger en X (antes Twitter)
- Esta obra contiene una traducción  derivada de «Tonya Evinger» de Wikipedia en inglés, publicada por sus editores bajo la Licencia de documentación libre de GNU y la Licencia Creative Commons Atribución-CompartirIgual 4.0 Internacional.

- Datos: Q7823747